# Bădiceni, Soroca
Bădiceni este satul de reședință al comunei cu același nume  din raionul Soroca, Republica Moldova. Are o suprafață de circa 3,57 kilometri pătrați și o populație de 3.238 locuitori (conform recensământului din 2004). Localitatea este situată la distanța de 20 km de orașul Soroca și la 182 km de Chișinău. Satul Bădiceni a fost menționat documentar pentru prima oară în anul 1599.

## Etimologie
Cât privește originea numelui satului Bădiceni, sunt două ipoteze, ce vorbesc de fapt de două nume diferite a aceleiași localități. Prima spune despre un „frate mai mare”, pe scurt zis "badea", ai cărui urmași s-au numit „bădiceni”. După unele cercetări, acesta a fost o rudă a Rainei, cum arată un act din 1647. Acel neam nu era de națiune moldavă și credință ortodoxă, din care pricină numele lui „badea” nu a fost pe voia poporului, spre veșnică pomenire într-un nume de sat, cum se făcea tradițional.
O altă ipoteză etimologică e mai degrabă o întrebare - dacă numele Brădiceni, scris în actul din 1803, a existat și în viu grai sau a fost o greșeală ortografică. Și dacă da, care fapt e puțin probabil, atunci asta ar însemna „satul de la brazi” sau „tâmplari”. 

## Istoric

### Perioada dominației otomane
Prima atestare documentară, cunoscută, a satului Bădiceni este la 25 octombrie 1647, când e scris și de moșierul necunoscut, de la care se trage numele localității. Mărturia „ce-a adus Ioniță Spânei ot Bădiceni” spunea că o oarecare Safta nu era rudă cu Raina ce era neam cu moșierul respectiv. Deci, dacă ar fi fost așa, atunci acel moșier nu a fost mai înainte de înc. sec. XVII, când satul era deja unul răzășesc. Puțin probabil este că legendarul bade ar fi fost întemeietorul satului, și mai degrabă e că el a stăpânit localitatea ce a existat și până la dânsul, având un alt nume. De altfel pământul satului Bădiceni a fost populat din timpuri vechi, aici (la „Delniță” și la „Planul Popii”) găsindu-se urme de locuințe, obiecte de silex, bucăți de ceramică zugrăvită. Cele trei movile, care sunt morminte obștești (în special al necreștinilor), amintesc de bătălii medievale. Din punct de vedere istorico-geografic, localitatea este așezată în cercul celor trei sate răzășești - Bădiceni, Tătărăuca Veche și Teleșeuca - ale căror țărani răzeși au fondat alte sate de acest fel, toate fiind în volostea Bădiceni.
În timpul războiului ruso-turc din 1770-1774, când Moldova a fost administrație militară rusească, s-au făcut recensămintele unde e însemnat și satul Bădiceni: „1772-1773 - satul Bădiceni era moșie răzășească, porucicul Raleti avea o casă locuită și trei pustii, 7 țigani. În sat erau 36 moldoveni, o față bisericească, un mazil, anume ginerele lui Iacob, 25 de țărani scutelnici; volontirul Tudor Straticov din echipa căpitanului Ruga”. Populația destul de mică (sigur că și din pricina războiului) era cam pestriță, atât din punct de vedere etnic, cât și social. În 1774 sunt însemnate „65 case, 25 țărani scutelnici, un preot, 2 dascăli, 2 mazili, 4 văduve”.
În sat era biserică de lemn, acoperită cu paie, atestată în 1796 (ca și în alte sate) și care a fost de mai înainte. Prin urmare, satul era relativ mic în epoca fanariotă, asta fiind atât din cauza birurilor grele, cât și dintr-a luptei după pământ mult, ce în, așa caz, nu putea ajunge decât la puțini. 
Într-un act judecătoresc din 1803 numele satului e scris diferit. „1803, iunie 7. Mărturia hotarnică a unei părți din moșia Burdujeni, ținutul Sorocii. Fiindcă între răzeșii di moșia Brădiceni i di moșia Burdujanii, ci sânt aice la ținutul Sorocii, au născut pricină, neputându-se ei învoi în de ei... nevoia i-au silit a merge să se judece la dumnealor boierii ispravnici di ținutul Sorocii, înaintea dumisale spătarului Toader Balș...”. Satul răzășesc Burdujeni, fondat în 1599 și desființat după acea judecată, nu era însă vecin cu satul Bădiceni, ci, peste două sate, pe malul stâng al Căinarului (la nord-est de Ceapaevca).

### Perioada Rusiei Țariste
Satul avea să crească în perioada țaristă, judecățile moșierești fiind un specific al vremii și în acest secol. 
În 1817 Bădicenii erau deja ,,sat înstărit; 4 preoți, 1 dascăl; 1 diacon, 1 pălămar; 4 mazili; 8 ruptași, o văduvă". În secolul respectiv satul Bădiceni s-a dezvoltat mult, fiind ales centru de voloste, și unde a fost deschis spitalul de zemstvă. La început spitalul activa în două case arendate cu 180 ruble de la funcționarul Zeacenski, după care s-a construit localul. În 1873 spitalul din Bădiceni a fost transferat la Soroca. Tot la Bădiceni era și ferma „Brânza”, de însemnătate gubernială. Spre sfârșitul sec. XIX, adică până la reformele agrare ce au strâmtorat drepturile marilor moșieri, satul Bădiceni era la apogeul bunăstării bogaților. Aceasta o arată și actul din 1904, ce face și o comparație de date: ,,Bădiceni, sat mare, în județul Soroca, centrul al voloștei Bădiceni, la Vest de șoseaua dintre Otaci și Soroca. Dealul dinspre Nord-Est are o înălțime de 142.64 stânjeni deasupra nivelului mării, după harta statului major rus. Numărul caselor 343; biserică, școală cu 1 clasă elementară rusească. La 1896, avea prisăci cu 685 stupi iar la 1900 cu 53 stupi. Grădini; 6 mori de vânt. Cât privește numărul morilor, și acesta era deja în scădere, la sfârșitul sec. XIX fiind indicate 10, din care una era la cătunul Coropceni. Iar cătunul erau cel puțin 10, cum nu sânt indicate la vreun alt sat în regiune.
Pe locul a două din cătune a ajuns să fie cele două cătune - Voroncoveni și Corobceni. Cătunul Voroncoveni, adică „al celor din Vărăncău (în rusă zis „Voronkovo”), a fost mai mare, având 17 case în 1904, și câteva mahalale în 1939, după care a început să scadă din populație, rămânând pustiu după 1968. Iar cătunul Corobceni, ce era al unui moșier, pe nume „Corobca”, deși era mai mic, avea destul pământ și moară de vânt (Ibidem). Fiind mai departe de cărările lumii, a rămas fără locuitori încă în perioada Regatului României.
TOPOGRAFIE ISTORICĂ. Satul vechi, Bădiceni, în general, nu era mai mare decât altele. Așezat în fundul văii Bădiceni, afluent de stânga al văii Bulata, pe amândouă maluri, avea o lungime de 2 km, lățimea variind între 0.7-0.4 km și mahalale mici, despărțite de o mulțime de drumuri șerpuitoare. La sfârșitul sec. XIX marginea satului Bădiceni era pe următoarele drumuri actuale: De la poarta de nord a satului până la cea spre Soroca (str. Busuiocului) era marginea nord-estică, pe care au fost două mori de vânt: una - unde sfârșește str. Zamfirei și alta - mai sub deal, unde str. Busuiocului formează o cotitură, adică pe str. Crizantemelor. Marginea sud-estică a satului vechi era marcată de actualele străzi „Crinilor” și „Iasomiei”. Pe prima, pe locul ce este la 500-600 m spre est de biserică, erau alte 3 mori de vânt. La sud-est de ele era o „pristancă” (punct strategic), iar de la această pristancă până la ieșirea spre Sobari, pe o lungime de 2.2 km (azi, cartiere noi), ca o axă trecea un drum principal. Spre vest satul ținea până la drumul Băxanilor și str-le Sf. Ștefan cel Mare, și Independenței, ajungând la poarta de nord. Aici, deasupra Hârtopului, cu spre nord-vest, erau alte 4 mori de vânt (azi, str-le: Independenței, Castanilor și Zamfirei). Acestea erau pe marginea unui drum drept, ce era oblig actualelor cartiere. În 1939 satul era puțin mai extins, doar spre est, adică pe locul morilor de la pristancă. 
Pământul satului Bădiceni este aproape tot în bazinul văii Bulata - afluent de stânga al Căinarului - și doar partea sud-vestică, adică moșia „Corobceni”, e în valea cu acelaș nume, și care dă direct în Căinari. Așadar, începând din capul nordic, unde a fost vechea fermă „Brânza” (sfârșitul sec. XIX), într-o vâlcică din stânga Bulatei, hotarul satului urcă pe locul celui de despărțire a apelor Căinarului de afluenții direcți ai Nistrului spre dealul Bădiceni  (301 m), de-l înconjoară, după care, continuă direcția, pe la „pristanca Holoșniței”, unde acum e satul Grigorăuca, și lăsând la est „moșia Marneala”, coboară în „Valea Dendos” („din dos”), care loc este capul estic al moșiilor Bădicenilor. Iar de aici hotarul desparte pământurile, pe la fântâna veche din „Valea Mare” și peste Bulata, ca o axă de 7 km, spre Zgurița, până la cătunul „Cociorveni”, ce era lângă actuala șosea "Soroca-Drochia" (de la drumul spre Băxani, 1 km spre Zgurița), și care loc e capul de sud. Apoi, schimbând direcția spre Cotova, trece pe la nord de vechea fermă „Flexara” (sfârșitul sec. XIX), de coboară cotind în fundul văii „Corobceni”, unde a fost cătunul cu același nume, și urcă pe dealul „Corobceni”, pe care era punct strategic și la poalele căruia a fost moară de vânt, care loc e capul de vest. De aici până la ferma „Brânza”, trecând pe lângă satul dispărut „Dărcăuții Noi”, formează mai multe frânturi. 
Valea Bulata, în hotarele satului Bădiceni intră la ferma Brânza, apoi înconjoară parțial dealul pe care a fost așezat satul de sub care coboară spre ea 4 văi, ca afluenți de stânga, printre care  - „Valea Bădiceni” și „Valea Mare”. În această parte au fost 4 cătune din care, unul era populat, iar la vest de acesta, s-a încercat întemeierea satului „Bădicenii-Noi”, pe locul ce a rămas cu acest nume, și unde nu s-au mai construit case. Din dreapta văii Bulata sunt 5 hârtoape, în care era câte un cătun, printre care și „Voroncoveni”. Acest cătun era o fâșie lungă ca de 0.7 km, unde casele erau rare și împrăștiate pe ambele maluri ale hârtopului. (Planul lui Schubert, 1868-1893, f. 27-6. Harta topografică Românească, 1939).
Din cele însemnate în 1904 despre Valea Bulata sunt: ,,Bolata, vale în județul Soroca; începe prin niște hârtoape de lângă satul Visoca și satul Teleșeuca și merge spre Est, până la meridianul Dărcăuților, de aici se îndreaptă spre Sud, până ajunge la satul Voroncoveni; apoi schimbă direcția în Sud-Est, până la satul Hristeni... În această vale nu există nici un sat. În Bolata se deschide Valea Mare din stânga... se află ferma Brânza și mai multe odăi” (Dicționarul geografic al Basarabiei, 1904).

## Demografie
La recensământul din anul 2004, populația satului constituia 3.238 de oameni, dintre care 49,32% - bărbați și 50,68% - femei. Structura etnică a populației în cadrul satului: 98,39% - moldoveni/români, 0,31% - ucraineni, 0,37% - ruși, 0,03% - găgăuzi, 0,06% - bulgari, 0,77% - țigani, 0,06% - alte etnii.